# M’Baye Niang
M’Baye Babacar Niang (* 19. Dezember 1994 in Meulan-en-Yvelines) ist ein französisch-senegalesischer Fußballspieler, der seit 2025 bei Sampdoria Genua unter Vertrag steht.

## Verein

### Anfänge in Frankreich
M’Baye Niang begann mit dem Fußballspielen im Alter von sieben Jahren beim örtlichen Klub Basse-Seine Les Mureaux. Dort spielte er zwei Jahre und wurde vom Amateurklub AS Poissy beobachtet und verpflichtet. Nachdem er 2007 von SM Caen gescoutet und daraufhin zu einem Probetraining eingeladen worden war, in dem er einen Hattrick erzielt hatte, trat er dort im Alter von 13 Jahren in die Jugendakademie ein. Zwei Jahre später wurde er im Alter von 15 Jahren in die U-19 und 2010 dann in die Reserve der ersten Mannschaft des Klubs befördert. Am 18. Februar 2011 unterschrieb er seinen ersten Profivertrag über drei Jahre bei Caen. Sein Debüt in der Ligue 1 gab er am 24. April 2011 im Spiel gegen den FC Toulouse. In den sieben Partien, die er während der Saison 2010/11 bestritt, gelangen dem damals 16-Jährigen drei Treffer. In der folgenden Saison erzielte er zwei Tore in 23 Spielen.

### Wechsel zu Milan und diverse Leihstationen
Am 28. August 2012 wechselte Niang für eine Ablöse von circa drei Millionen Euro nach Italien zur AC Mailand. Bereits wenige Tage später kam er zu seinem Debüt, als er am 1. September des Jahres bei einem 3:1-Sieg beim FC Bologna kurz vor Schluss eingewechselt wurde. Nachdem er in den folgenden Wochen häufiger nicht zum Einsatz gekommen war, gelang es ihm, sich nach der Winterpause ins Team zu spielen. So verpasste er in der gesamten Rückrunde nur zwei Partien. Am 20. Februar 2013 wurde er erstmals in der Champions League eingesetzt, bei einem 2:0-Achtelfinalerfolg gegen den FC Barcelona. Am 2. Januar 2014 wurde Niang bis zum Saisonende in die Ligue 1 an den HSC Montpellier ausgeliehen. Ende Januar 2015 wechselte er bis zum Ende der Saison 2014/15 auf Leihbasis zum CFC Genua. Am 26. Januar 2017 folgte eine Leihe zum FC Watford. Am 4. Februar 2017, dem 2:1-Sieg gegen den FC Burnley, gab er zunächst die Vorlage zum 1:0 und erzielte daraufhin noch das 2:0.

### Über Turin nach Frankreich
Am 31. August 2017 wechselte Niang für eine Leihgebühr in Höhe von zwei Millionen Euro zunächst für ein Jahr auf Leihbasis zum FC Turin. Anschließend hatte der FC Turin sich verpflichtet, für 12 Millionen Euro die Transferrechte an Niang zu erwerben. Im Sommer 2018, noch am Deadline-Day, wurde Niang für die Saison 2018/19 an Stade Rennes verliehen. Dort gewann er mit der Mannschaft die Coupe de France und es wurde bekannt gegeben, dass Niang einen Vierjahresvertrag unterzeichnete und Stade Rennes ihn für eine Ablöse in Höhe von 15 Millionen Euro kaufte. Anfang 2021 wurde er für fünf Monate an al-Ahli in die Saudi Professional League verliehen. Nach fünf Ligaspielen kehrte er im Sommer nach Rennes zurück, kam dort aber nicht mehr zu weiteren Einsätzen.
Am 24. September 2021 nahm ihn dann der Ligarivale Girondins Bordeaux unter Vertrag.
Nachdem er mit Bordeaux in die Ligue 2 abgestiegen war, zog es ihn zum Ligue-1-Aufsteiger AJ Auxerre.

### Kurze Stationen in der Türkei, Italien und Afrika
Nach einem Jahr beim französischen Klub AJ Auxerre wechselte Niang im August 2023 zum türkischen Erstligisten Adana Demirspor. Bereits nach einem halben Jahr verließ er die Türkei wieder und schloss sich Ende Januar 2024 dem FC Empoli in Italien an. Zurück in Italien spielte Niang direkt wieder regelmäßig in der Serie A und erzielte in seinen ersten drei Ligaspielen für Empoli jeweils ein Tor. Das wichtigste Tor erzielte er aber am 26. Mai 2024, dem letzten Spieltag der Serie A. Dabei erzielte er beim Stand von 1:1 gegen die AS Rom den Siegtreffer in der Nachspielzeit und sicherte dem FC Empoli im letzten Moment der Saison den Klassenerhalt in der Serie A.
Im Sommer 2024 verließ Niang Italien bereits wieder und schloss sich dem marokkanischen Verein Wydad Casablanca an. Doch auch in Afrika blieb er nur ein halbes Jahr, bevor er sich im Januar 2025 Sampdoria Genua in der Serie B anschloss.

## Nationalmannschaft
Von 2009 bis 2012 absolvierte 17 Partien für diverse französische Jugendnationalmannschaften und schoss dabei einen Treffer. Diesen erzielte er beim 3:0-Auswärtssieg der U-21-Auswahl in der EM-Qualifikation gegen Lettland am 2. September 2012 in Riga. Nach seiner Zeit beim französischen Verband entschied er sich dank seiner doppelten Staatsbürgerschaft fort an für den Senegal zu spielen.
Am 7. Oktober 2017 debütierte Niang dann bei einem 2:0-Sieg gegen Kap Verde im Rahmen der WM-Qualifikation in der senegalesischen A-Nationalmannschaft. Anschließend gelang ihm der Sprung in den Kader für die Weltmeisterschaft 2018. Im Auftaktspiel, dem 2:1 gegen Polen, erzielte er das 2:0 und damit sein erstes Tor für die Nationalmannschaft. Anschließend wurde er zum Spieler des Spiels ernannt. Im zweiten Gruppenspiel gab Niang die Vorlage zur zwischenzeitlichen 2:1-Führung. Senegal schied in der Gruppenphase nach der Fair-Play-Wertung aus dem Turnier. Beim Afrika-Cup 2019 in Ägypten gehört Niang als Stammspieler zum senegalesischen Aufgebot. Mit vier Punkten als Gruppenzweiter hinter Algerien, schaffte der Senegal den Einzug in die K.o.-Runde. Beim Achtelfinalspiel gegen Uganda gab Niang die Vorlage zum 1:0-Endstand. Am Ende des Turniers unterlag man im Finale Algerien mit 0:1 und wurde Zweiter. Im November 2019 bestritt er dann in der Afrika-Cup-Qualifikation gegen die Republik Kongo (2:0) seine bisher letzte Partie für die Auswahl.

## Erfolge
- Italienischer Superpokalsieger: 2016
- Französischer Pokalsieger: 2019